# Военные операции Израиля в Арабо-израильской войне 1947—1949 годов

В следующей таблице приведены израильские боевые операции в период Арабо-израильской войны 1947—1949 годов.
С 28 мая 1948 года (дня создания Армии обороны Израиля) — это операции Цахала, ранее, операции вооружённых сил еврейского ишува Эрец-Исраэль.
| дата                            | название                                                               | место                                                          | цель операции | участники | результат |
| ------------------------------- | ---------------------------------------------------------------------- | -------------------------------------------------------------- | --- | --- | --- |
| 4 марта 1948                    | Шмуэль (שמואל)                                                         | окрестности Латруна                                            | Нарушение арабской системы перевозок на участке между Рамаллой и Латруном. | батальон Мория бригады Эциони | Закончилась неудачей. Погибли 16 бойцов. |
| 30 марта 1948                   | Уничтожение (השמד, Хашмэ́д)                                             | приморское шоссе                                               | Нарушение арабской системы перевозок на южном участке приморского шоссе между Явне и Ашдодом и атака частей Арабской освободительной армии в Явне.                                          | 53-й батальон бригады Гивати | погибли около 30 арабов |
| 1 апреля 1948                   | Балак (בלק)                                                            | Европа                                                         | Воздушная переброска партии лёгкого оружия из Чехословакии. | | |
| 3 апреля — 15 апреля 1948       | Нахшон (נחשון)                                                         | дорога в Иерусалим                                             | Широкомасштабная операция по прорыву блокады Иерусалима и очищению иерусалимского коридора.                                                                                                 | части Пальмаха совместно с бригадами Александрони, Голани и Гивати под командованием Шимона Авидана | Стала поворотным пунктом в боевых действиях в период предшествующий провозглашению государства Израиль. Были захвачены господствующие высоты Шаар ха-Гай и Кастель, а также ряд арабских сёл и военные лагеря британской армии в долине Сорек. Были доставлены 3 конвоя с продуктами и водой в осаждённый Иерусалим. Впоследствии, однако, дорога на Иерусалим была вновь перекрыта арабами. |
| 15 — 21 апреля 1948             | Харель (הראל)                                                          | дорога в Иерусалим                                             | Прорыв блокады осаждённого Иерусалима и очищение северо-восточной части иерусалимского коридора.                                                                                            | бригада Харель | Были доставлены в Иерусалим накануне праздника Песах около 900 грузовиков с продовольствием. |
| 21 — 23 апреля 1948             | Ножницы (Миспара́им), также известна как Ликвидация хамеца (Биур хамец) | Хайфа                                                          | Захват Хайфы | | |
| 22 апреля — 1 мая 1948          | Иевуси (יבוסי)                                                         | Иерусалим                                                      | Захват ряда районов Иерусалима. Обеспечение свободного въезда и выезда из города. | бригада Харель | Были заняты жилые кварталы: Катамоны, Мошава германит (Немецкая колония), Мошава яванит (Греческая колония), Шейх Джарах В результате тяжёлых кровопролитных боёв был захвачен монастырь Сен Симон. Атака в окрестностях Церкви Вознесения на Масличной горе потерпела неудачу. |
| 27 апреля — 13 мая 1948         | Хамец (חמץ)                                                            | окрестности Яффо                                               | Захват арабских деревень восточнее Яффо. | Операция была начата Лехи и Эцель впоследствии заменены на бойцов Хаганы из бригад Александрони, Гивати, Кирьяти под командованием Дана Эвена.                                                         | |
| 28 апреля — 29 мая 1948         | Ифтах (יפתח)                                                           | Верхняя Галилея                                                | Широкомасштабная операция по освобождению восточной части Верхней Галилеи в рамках подготовки к ожидаемому вторжению иностранных армий.                                                     | два батальона Пальмаха и два батальона ХИШ (полевых частей Хаганы) под командованием Игаля Алона. | Позволила противостоять вторжению армий Ливана и Сирии и продолжалась до полного вытеснения противника на его территорию. Кроме прочего была захвачена арабская часть города Цфат. |
| 3 — 4 мая 1948                  | Метла (מטאטא, Мататэ́) в рамках операции «Ифтах»                        | Долина Хула                                                    | Локальная операция по захвату территории к северу от озера Кинерет (Тивериадского озера) до города Рош-Пинна. Обеспечение контроля над транспортными артериями, ведшими из Галилеи в Тверию | первый батальон Пальмаха | Были очищены все восточные склоны Верхней Галилеи вплоть до Иордана. Проезд транспорта по дороге Тверия—Метула стал свободным. Отпала необходимость в охраняемых колоннах автомобилей. |
| 4 — 15 мая 1948                 | Осада (כיתור, Киту́р) в рамках операции «Молния»                        |                                                                | Локальная операция по очистке территорий в окрестностях с/х поселений Гедера и Мазкерет Батья.                                                                                              | бригада Гивати | |
| 8 — 18 мая 1948                 | Маккаби (מכבי)                                                         | дорога в Иерусалим, Латрун                                     | Прорыв блокады осаждённого Иерусалима перед объявлением независимости. Очистка иерусалимского коридора и захват стратегически важной крепости Латрун.                                       | бригада Харель | Были захвачены арабские сёла к северу от Латруна и в окрестностях Шаар ха-Гай. Латрун был захвачен, но впоследствии оставлен, поскольку бойцы бригады были направлены на египетский фронт. |
| 9 мая 1948                      | Юваль (יובל)                                                           | Кафр-Кара                                                      | Захват деревни Кафр-Кара в долине Вади-Ара | бригада Александрони | Бойцы захватили часть деревни, однако, были вынуждены отступить, потеряв 10 человек убитыми. |
| 10 — 15 мая 1948                | Молния (ברק, Барак)                                                    |                                                                | Зачистка области на юг от Рамле и Реховота вплоть до Беэр-Тувии | бригады Гивати и Негев | |
| 11 мая 1948                     | Гидеон (גדעון)                                                         | Галилея                                                        | Захват Бейт-Шеана и окрестностей | бригада Гивати | |
| 14 мая 1948                     | Бен-Ами (בן עמי)                                                       | Галилея                                                        | Освобождение западной Галилеи. | бригада Кармели | Захват Акко и всего побережья вплоть до ливанской границы. |
| 13 мая 1948                     | Государство (מדינה, Медина́)                                            | Приморская низменность                                         | Освобождение арабской части Кфар-Савы (к северо-востоку от еврейской) | бригада Александрони | Освобождена Кфар-Сава и её северо-западные окрестности. |
| 14 — 15 мая 1948                | Трезубец (קילשון, Кильшо́н)                                             | Иерусалим                                                      | Овладение зданиями, оставленными британскими войсками, для укрепления израильских позиций в Иерусалиме.                                                                                     | бригада Александрони, боевые части Лехи и Эцель | Были заняты железнодорожный вокзал, Русское подворье, военная база «Аленби», монетный двор и государственная типография. |
| 14 мая 1948                     | Пустынная гадюка (שפיפון, Шфифо́н)                                      | Иерусалим                                                      | Захват Старого города Иерусалима | | Потерпела неудачу |
| 22 — 23 мая 1948                | Порт (נמל, Нама́ль)                                                     | окрестности Хайфы                                              | Атака арабской деревни Тантура — последнего оплота арабов в прибрежной полосе Хайфы. | бригада Александрони | Была захвачена Тантура, что привело к прекращению атак арабов на отрезке шоссе Хайфа — Зихрон-Яаков. |
| ночь с 24 на 25 мая 1948        | Бин-Нун алеф (בן נון 'א)                                               | дорога в Иерусалим, Латрун                                     | Захват шоссе на участке Латрун — Шаар ха-Гай, создание условий для прорыва в осаждённый Иерусалим.                                                                                          | 7-я моторизированная бригада, 32-й батальон бригады Александрони | Одно из самых кровопролитных сражений в истории Цахала — погибли более 70 бойцов, 140 были ранены. Из-за очень больших потерь израильтянам пришлось отступить. |
| ночь с 30 на 31 мая 1948        | Бин-Нун бет (בן נון 'ב)                                                | дорога в Иерусалим, Латрун                                     | Вторая попытка захвата шоссе на участке Латрун — Шаар ха-Гай. | 7-я моторизированная бригада, бригада Гивати | Удалось совершить прорыв на одном из участков шоссе, что дало возможность создания новой окружной дороги на Иерусалим («Бирманская дорога»). Однако главное шоссе на Иерусалим продолжало оставаться в руках противника. |
| 28 — 30 мая 1948                | Эрез (ארז)                                                             | Изреельская долина                                             | Подготовка операции «Ицхак» | бригада Голани | Захвачен Тель Мегиддо и ряд арабских деревень. |
| 1 — 3 июня 1948                 | Филистия (פלשת, Пле́шет)                                                | Окрестности Явне и Ашдода                                      | Атака на войсковые соединения египетской армии продвигающиеся вдоль побережья на север. | бригада Голани, бригада Негев, батальон Эцель | Операция закончилась неудачей. С большими потерями израильтяне отступили. |
| 1 — 9 июня 1948                 | Ицхак (יצחק)                                                           | Окрестности Дженина                                            | Захват Дженина | бригада Голани, бригада Кармели | Операция закончилась неудачей. С большими потерями израильтяне отступили. |
| 8 — 9 июня 1948                 | Иорам (יורם)                                                           | дорога в Иерусалим, Латрун                                     | Третья попытка захвата шоссе на участке Латрун — Шаар ха-Гай. | бригада Ифтах, бригада Харель | Операция закончилась неудачей. С большими потерями израильтяне отступили. Тем не менее, удалось расширить брешь на одном из участков шоссе, что позволило получить доступ к окружной дороге на Иерусалим («Дерех Бурма») и открыть её для сообщения. |
| 8 — 9 июля 1948                 | Ан-Фар (אנ-פאר)                                                        | подходы к Негеву                                               | Прорыв блокады Негева. | бригада Гивати, бригада Негев | Были захвачены ряд арабских деревень и опорных пунктов египтян, однако блокаду с Негева снять не удалось. |
| 9 — 18 июля 1948                | Кипарис (ברוש, Брош)                                                   | окрестности Мишмар-ха-Ярден, Верхняя Галилея                   | Захват моста Бнот Яаков — перехода через границу с Иорданией, который удерживался сирийцами.                                                                                                | бригада Кармели, бригада Одед | В боях с сирийскими войсками, поддерживаемыми артиллерией, авиацией и танками, израильтяне потеряли 95 человек убитыми и были вынуждены отступить. |
| 9 — 18 июля 1948                | Пальма (דקל, Де́кель)                                                   | Нижняя и Западная Галилея                                      | Контратака Цахала в течение периода, известного под названием Десять дней боёв — в промежутке между первым и вторым соглашениями о перемирии.                                               | бригада Голани, Кармели и 7-я моторизированная бригада под командованием Хаима Лескова | Силам Цахала удалось отбросить части Арабской освободительной армии аль-Каукджи. Были заняты города Шефарам, Назарет и арабские деревни в их окрестностях. |
| 9 — 19 июля 1948                | Дани (דני)                                                             | окрестности Лода и Рамле                                       | Операция по захвату Лода и Рамле. Одна из самых крупных военных операций периода Войны за независимость.                                                                                    | бригада Харель, бригада Ифтах, 8-я бронетанковая бригада (включая 89 десантный батальон под командованием Моше Даяна) а также части из бригад Александрони и Кирьяти. Общее командование — Игаль Алон. | Лод и Рамле были захвачены, однако попытка взять Латрун с севера, вновь потерпела неудачу. |
| 11 — 12 июля 1948               | Разруб (בתק, Бе́тэк)                                                    | на границе между долиной Шарон и приморской низменностью Шфела | Операция по захвату Мигдаль Цедек и арабской части Рош-ха-Аин. | бригада Александрони | Поставленные задачи выполнены. Иракская армия отброшена от Петах-Тиквы и истоков реки Яркон. |
| 17 июля 1948                    | Кедэм (קדם, Ке́дэм)                                                     | Иерусалим                                                      | Последняя попытка захватить Старый город Иерусалима в период Войны за независимость. | бригада Эциони, части Эцель и Лехи | Операция закончилась неудачей. |
| 17 — 18 июля 1948               | Смерть захватчику (מוות לפולש, Ма́вэт ле-поле́ш)                         | подходы к Негеву                                               | Прорыв блокады Негева. | бригада Гивати и бригада Негев | Были захвачены ряд арабских деревень и опорных пунктов египтян, однако блокаду с Негева снять не удалось. |
| 17 — 18 июля 1948               | Полицейский (שוטר, Шотэ́р)                                              | восточная часть долины Шарон                                   | Зачистка ряда арабских деревень от иракских военных и британских дезертиров перекрывших старую дорогу на Хайфу и Зихрон-Яаков.                                                              | бригада Александрони, при поддержке частей бригад Голани и Кармели | Были захвачены ряд арабских деревень, дорога снова была открыта. |
| 28 — 30 июля 1948               | Га́ИС (גי"ס)                                                            | подходы к Негеву                                               | Прорыв блокады Негева. | бригады Гивати, Ифтах, Негев и 8-я бронетанковая бригада | Операция закончилась неудачей. Блокаду с Негева снять не удалось. |
| 15 — 22 октября 1948            | Иоав (יואב)                                                            | подходы к Негеву                                               | Широкомасштабная операция по прорыву блокады Негева. | бригады Гивати, Ифтах, Негев, Одед и моторизированные подразделения 7-й бригады | Блокада с Негева была снята. Захвачены ряд южных и приморских городов. |
| 15 — 20 октября 1948            | Кулак (אגרוף, Эгро́ф)                                                   | подходы к Негеву                                               | Операция военно-воздушных сил в рамках операции «Иоав». Бомбардировка египетских войск по всему южному фронту включая Газу, Беэр-Шеву и Эль-Мадждаль (ныне Ашкелон).                        | ВВС Израиля | Свою задачу ВВС выполнили — поддержали наступление сухопутных подразделений ЦАХАЛ. Блокада с Негева была снята. Захвачены ряд южных и приморских городов. |
| 18 — 19 октября 1948            | Гора (ההר, ха-Хар)                                                     | дорога в Иерусалим, Бет-Джамаль, долина Аяла.                  | Операция проводимая параллельно с операцией «Иоав», по расширению контроля ЦАХАЛ над иерусалимским коридором и территориями южнее его.                                                      | бригады Харель, Гивати и Эциони. | Захвачены Бет-Джамаль, долина Аяла и территория современного Бейт-Шемеша. |
| 21 — 22 октября 1948            | Винодельня (יקב, Йе́кев)                                                | территории южнее Иерусалима                                    | Операция по захвату арабской деревни Бейт-Джала, с целью прорыва к поселениям Гуш-Эцион и Хевронскому нагорью.                                                                              | бригада Эциони | Операция потерпела неудачу. Остановлена под давлением наблюдателей ООН и правительства Израиля. |
| 23 октября 1948                 | Горный козёл (יעל, Яэ́ль)                                               | Верхняя Галилея                                                | Снятие блокады кибуца Менара | бригада Кармели | Операция потерпела неудачу. |
| 28 — 31 октября 1948            | Хирам (חירם)                                                           | Верхняя Галилея                                                | Широкомасштабная операция по освобождению Верхней Галилеи от Арабской освободительной армии.                                                                                                | бригада Кармели, бригада Одед, 7-я моторизированная бригада, при поддержке друзского и черкесского батальонов.                                                                                         | Верхняя Галилея была полностью освобождена, включая поселения Манара, Саса, Таршиха, Илабун, и Мрар. Арабская освободительная армия отброшена за реку Литани. |
| 23 ноября 1948                  | Лот (לוט)                                                              | южная оконечность Мёртвого моря                                | Прорыв к блокированному Сдому. | бригада Негев | Иорданская армия отступила без боя. |
| 26 ноября 1948                  | Начало (התחלה, Хатхала́)                                                | Газа                                                           | Нарушение железнодорожного сообщения между Газой и Египтом и лишение египетской армии основного пути снабжения боеприпасами, живой силой и продовольствием.                                 | Моряки-десантники ВМС Израиля | Попытка уничтожить железнодорожное полотно и взорвать ряд коммуникационных сооружений на перегоне Рафах — Эль-Ариш не удалась. |
| 5 декабря 1948                  | Асаф (אסף)                                                             | Западный Негев                                                 | Уничтожение опорных пунктов египетской армии при подготовке к предстоящей операции «Хорев».                                                                                                 | 89-й десантный батальон 8-й бронетанковой бригады и 13-й батальон бригады Голани. | Опорные пункты были уничтожены. Египетская армия понесла тяжёлые потери в живой силе и технике. |
| 22 декабря 1948 — 7 января 1949 | Хорев (חורב)                                                           | Западный Негев, Синайский полуостров.                          | Широкомасштабная операция против египетской армии. Последняя операция на южном фронте в период Войны за независимость Израиля.                                                              | бригады Голани, Негев, Харель, бригада Александрони, 8-я бронетанковая бригада, ВВС Израиля. | Западный Негев был полностью освобождён. Военная группировка египтян отрезана от основных войск и окружена в районе Газы. ЦАХАЛ вошёл на территорию Синайского полуострова и отбросил остатки египетской армии за Эль-Ариш. Под давлением американцев правительство Израиля отдало приказ об отступлении ЦАХАЛ к границе с Египтом.                                                          |
| 28 декабря 1948                 | Ликвидация (חיסול, Хису́ль)                                             | Аль-Фалуджа (близ современного Кирьят-Гата)                    | Попытка зачистить Фалуджийский карман — местность, в которой в результате операции «Иоав» оказалась запертой в окружении египетская бригада.                                                | бригада Александрони | Операция закончилась неудачей. Бригада понесла большие потери, пятеро бойцов попали в плен к египтянам. |
| 2 января 1949                   | Оз (עוז)                                                               | Газа                                                           | Вторая попытка (см. Операция «Начало») нарушить железнодорожное сообщение между Газой и Египтом.                                                                                            | Моряки-десантники ВМС Израиля | Операция не удалась. Высадка десанта была обнаружена египтянами. |
| 8 марта 1949                    | Стабилизация (יצוב, Ецу́в)                                              | Западный берег Мёртвого моря                                   | Захват местности в районе Эйн-Геди в рамках операции «Факт». | ВМС Израиля, бригада Александрони | Местность была захвачена. Арабский легион отступил без боя. |
| 5 — 10 марта 1949               | Увда (ивр. עובדה‎)                                                      | Южная оконечность Негева,                                      | Последняя операция в период Войны за независимость Израиля. Освобождение долины Арава, Умм-Рашраш (современный Эйлат), выход к Красному морю.                                               | бригады Голани, Негев, Александрони | Операция прошла без сопротивления со стороны противника и завершилась водружением т. н. чернильного знамени на берегу Красного моря. |